# Castanho mordente 33
Castanho mordente 33 (MB33, do inglês Mordant brown 33) é o composto orgânico, corante azo-composto, de fórmula C12H10N5NaO6S, quimicamente, sal de sódio de ácido 2,4-diamino-5-(2-hidroxi-5-nitrofenilazo) benzeno sulfônico e massa  molecular 375.29. Classificado com o número CAS 3618-62-0, C.I. 13250 e CBNumber CB3216185.

## Usos
É usado na determinação espectrofotométrica de manganês (II).